# Stellamara
Stellamara is een Amerikaanse wereldmuziekgroep, opgericht in 1994 door  Sonja Drakulich en Gari Hegedus. De groep presenteert elektroakoestische muziek, met invloeden van Oosterse melodieën.
Voor de muziek brengt de band muzikanten samen met interesse in volks- en klassieke muziek, uit in de Nabije Oosterse, Oost-Europese, Arabische en Perzische tradities.
Inspiratiebronnen voor de band zijn Irfan, Vas, Azam Ali, Dead Can Dance en traditionele Turkse muziek.

## Leden
- Sonja Drakulich: zang
- Gari Hegedus: multi-instrumentaal
- Evan Fraser: slaginstrumenten, achtergrondzang
- Sean Tergis: slaginstrumenten
- Dan Cantrell: accordeon, zang, keyboard

## Discografie
- 1997: Star Of The Sea
- 1997: Entrance (EP)
- 2004: The Seven Valleys
- 2009: The Golden Thread